# Rhinolophus guineensis
Rhinolophus guineensis — вид рукокрилих родини Підковикові (Rhinolophidae).

## Поширення
Країни поширення: Кот-д'Івуар, Гвінея, Ліберія, Сенегал, Сьєрра-Леоне. Це гірський вид, що мешкає на висоті 1400 м над рівнем моря і більше. Вид був записаний у гірських вологих тропічних лісах, і в меншій мірі вологих саванах. Тварини зазвичай спочивають в печерах, проте, два екземпляри були знайдені в дуплах дерев.

## Загрози та охорона
Основними загрозами для цього виду є збезлісення в результаті лісозаготівель, перетворення землі для сільськогосподарського використання та видобутку корисних копалин. Присутній в деяких охоронних територіях.